# Chiesa di San Rocco (Bagolino)
La chiesa di San Rocco è una chiesa situata all'ingresso dell'abitato di Bagolino, a fianco della Strada Statale 669 che porta al passo di Crocedomini. Venne eretta dopo la peste del 1478, per ringraziare il santo al quale essa è dedicata per la cessazione del flagello e per porre sotto la sua protezione l'intera comunità. Grande interesse riveste, al suo interno, il ciclo di affreschi realizzato dal pittore camuno Giovanni Pietro da Cemmo, artista che segna nelle valli bresciane il passaggio dalla pittura gotica a quella rinascimentale.

## Storia
La costruzione della chiesa ebbe luogo subito dopo la peste del 1478, su di un sito occupato verosimilmente, dall'epoca romana in poi, da più antichi e modesti luoghi devozionali.
Nel 1483 fu chiamata, ad eseguire gli affreschi sull'arco santo - arco che separa il presbiterio dalla navata - e sulle pareti del presbiterio, la principale bottega pittorica attiva in Valcamonica, quella dei Da Cemmo, con Pasotto, il padre, e con Giovan Pietro, il figlio, che doveva in quegli anni già aver assunto il ruolo di protagonista.
Dopo la metà del XVI secolo la chiesa dovette ormai sembrare troppo angusta e modesta alla ricca comunità bagolinese. Si decise così di innalzare il campanile: i lavori, affidati al comasco Cristoforo di Osten, terminarono nel 1565. Poco dopo, nel 1577, fu ordinato l'ampliamento della navata dandone incarico al "Magister Comino da Sabbio", che modificò la larghezza della navata e vi aggiunse, secondo le prescrizioni ricevute due nuove campate. Al termine dei lavori, nel 1585, la chiesa fu solennemente consacrata dal vescovo di Trento.
Anche l'apparato decorativo della chiesa, con gli affreschi di Giovanni Pietro da Cemmo, dovette sembrare troppo modesto e fu sacrificato nel XVII secolo a vantaggio di grandi altari dorati di gusto barocco, oggi visibili nelle ampie nicchie laterali della navata.
Tra la fine dell'Ottocento e gli inizi del Novecento furono eseguiti nuovi lavori improntati ad un discutibile gusto neogotico. Fu giustapposto alla facciata della chiesa un pronao con archi a sesto acuto; venne inoltre realizzata nella navata una falsa volta, sempre in forme goticheggianti, con una pesante tinteggiatura in azzurro, al posto della precedente copertura lignea del tetto a capanna.

## Opere

### Affreschi di Giovan Pietro da Cemmo

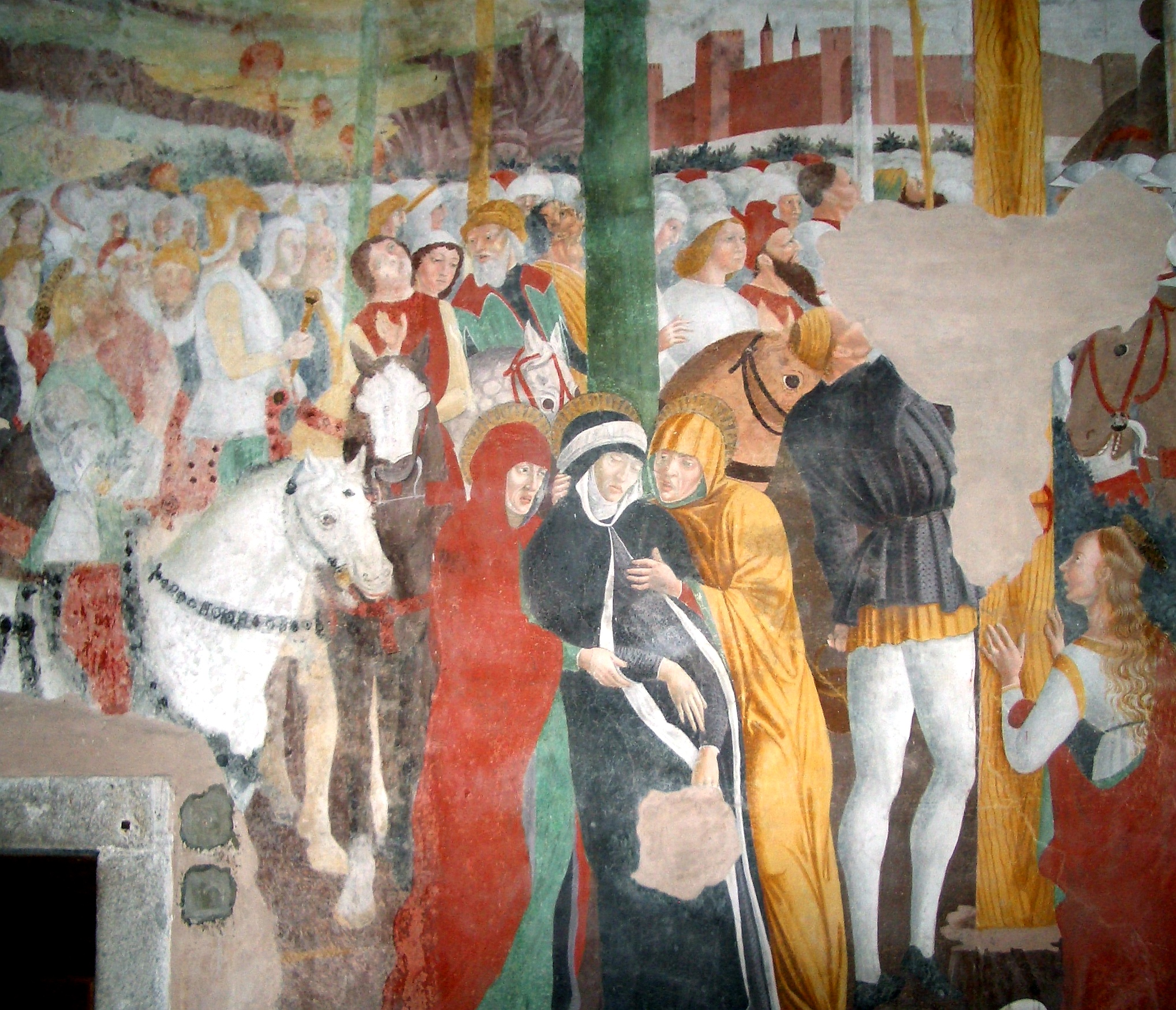
Giovan Pietro da Cemmo, Crocifissione, particolare

Il ciclo di affreschi realizzato da Giovan Pietro, rimasto nascosto per oltre tre secoli, è stato riportato alla luce e fatto oggetto di un primo restauro nel 1956: esso costituisce ora la principale attrattiva artistica della chiesa. Giovan Pietro lavorò agli affreschi di San Rocco tra il 1483 ed il 1486 firmandosi con il nome di "Cemigena".
L'impianto decorativo che va dall'arco santo, alla parete di fondo ed alla volta del presbiterio stesso, ubbidisce ad un complesso programma iconografico suggerito verosimilmente da qualche dotto religioso.
Il visitatore che entra nella chiesa vede per prima cosa la raffigurazione dell'Annunciazione sull'arco santo, con la scena dell'Angelo annunziante sul rinfianco sinistro e quella della Vergine annunziata sul destro; in mezzo, in una mandorla di luce, sta la figura dell'Eterno che ha deciso di inviare il Figlio per la redenzione del genere umano. Se l'Annunciazione è l'episodio che segna l'inizio della vita terrena di Gesù, la grandiosa scena della Crocifissione, che lo spettatore osserva sulla parete di fondo del presbiterio, ne racconta il tragico epilogo.
Avanzando poi verso l'altare, lo spettatore nota, nel sottarco, le figure di dodici Sibille, nelle quali la mitologia religiosa medievale ha voluto vedere le profetesse che, in ogni luogo della terra, predissero la venuta di Cristo (sono 12 anziché 10, come d'abitudine, per stabilire una stretta simmetria con i 12 "profeti minori").

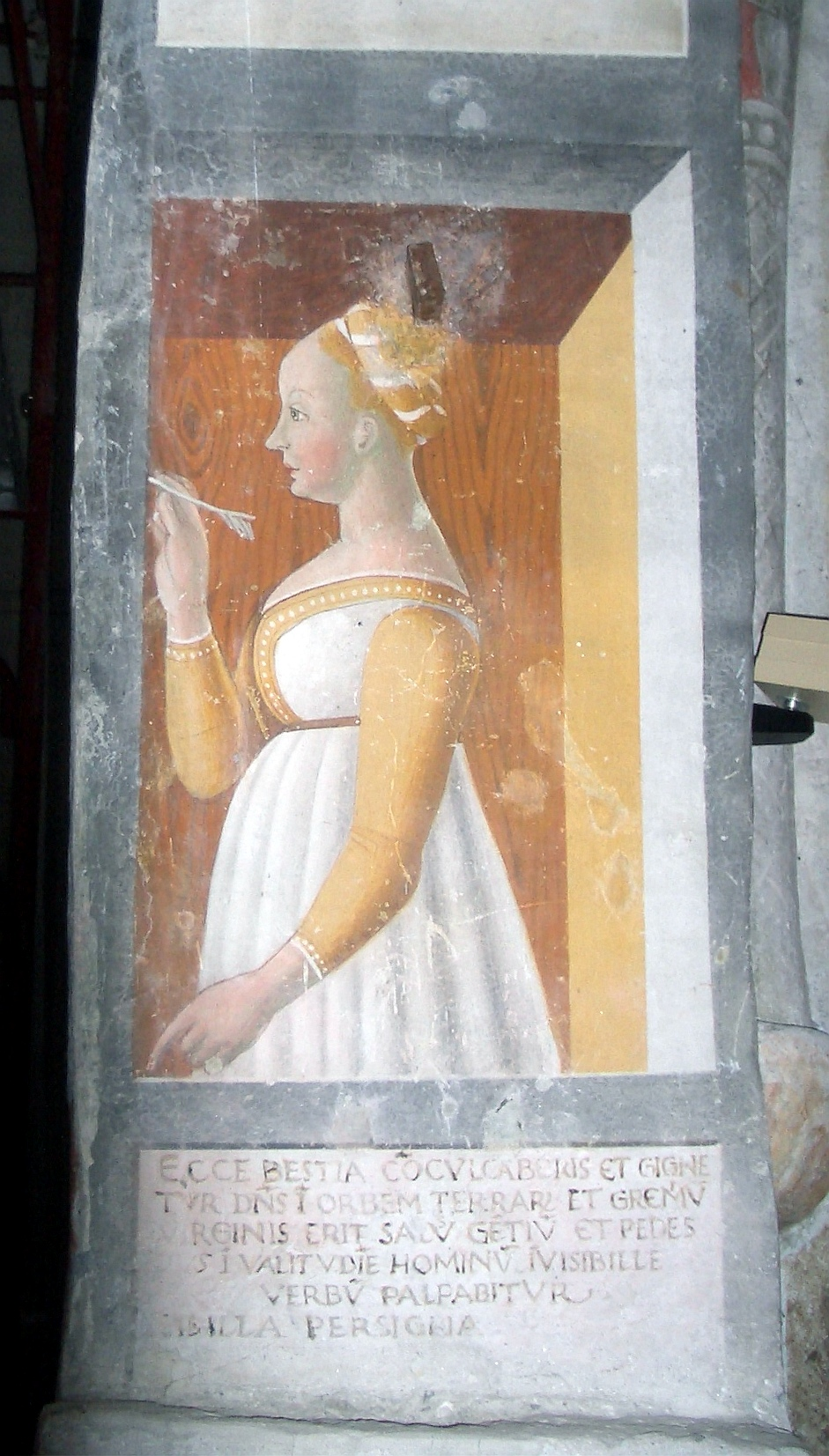
Gionan Pietro da Cemmo, Sibilla Persica

Alzando poi lo sguardo verso la volta a crociera, lo spettatore vede nelle sue vele le grandi e statuarie figure dei quattro Evangelisti, testimoni della venuta di Cristo e dei suoi insegnamenti. Ad agevolarne la identificazione - identificazione non semplicissima visto che Giovanni si mostra con una solenne barba bianca ed appare come il più vecchio dei quattro – sono raffigurati nei pennacchi della volta, su di un lato, i simboli del tetramorfo; sull'altro lato sono poste invece le figure dei quattro Dottori della chiesa, che diedero forma di dottrina agli insegnamenti di Cristo. Più in basso nei pennacchi, sono posti otto tondi monocromi che corrono tutt'intorno alla volta; in essi si riconoscono scene bibliche che valgono a sottolineare la continuità tra il Vecchio ed il Nuovo Testamento: narrano – con una iconografia poco consueta – la storia dell'umanità da Adamo a Lamech, il quinto discendente di Caino.
Solo dopo aver meditato su tali scene che parlano della venuta e del sacrificio di Cristo e del ruolo della sua Chiesa, lo spettatore potrà osservare, spostandosi prima sull'uno e poi sull'altro lato del presbiterio, la raffigurazione della vita dei due santi taumaturghi, San Rocco e San Sebastiano, invocati a protezione dalla peste. Il racconto pittorico della edificante vita dei due santi ne ripercorre gli eventi salienti, resi popolari dalla Leggenda Aurea.
Sulla parete di sinistra, quella destinata a San Rocco, trova oggi sistemazione, in una parte ormai rovinata delle pitture, una Madonna col Bambino tra Sant'Antonio Abate e San Giovanni Evangelista, affresco staccato proveniente da una cascina del territorio di Bagolino, attribuito alla scuola del Da Cemmo.
Il linguaggio pittorico di Giovan Pietro palesa, innanzi tutto, nel rigore plastico di derivazione mantegnesca e nell'avvenuta assimilazione dell'uso della prospettiva, il debito artistico verso il bresciano Vincenzo Foppa, padre nobile della pittura rinascimentale lombarda, ancora in piena attività all'altezza degli anni degli affreschi della chiesa di San Rocco.
Si può notare, in particolare, come l'Angelo annunziante ricordi da vicino l'analoga figura che il Foppa, nel 1468,  aveva affrescata nella Cappella Portinari.

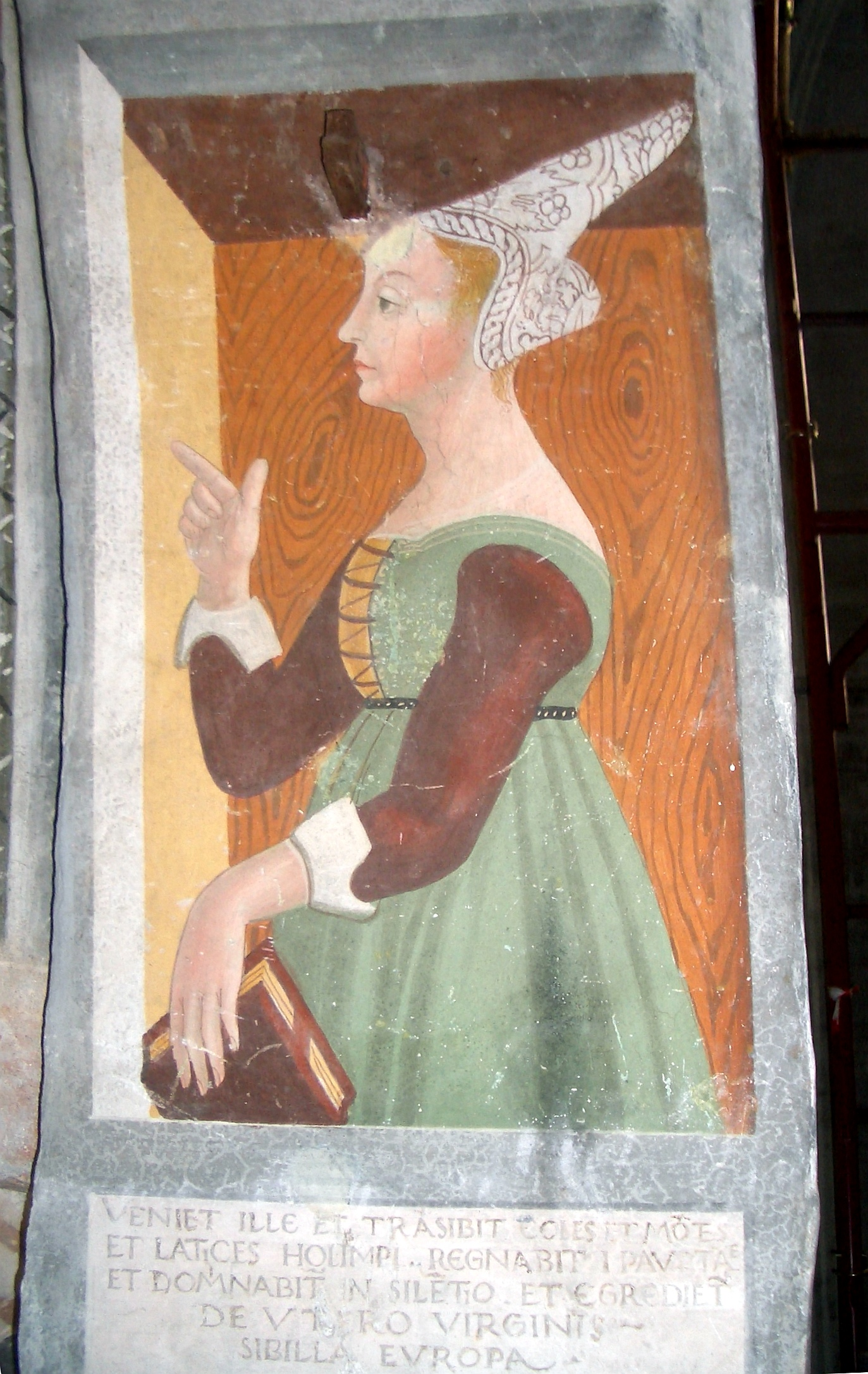
Giovan Pietro da Cemmo, La Sibilla Europa

Si è altresì sottolineato l'eclettismo del pittore camuno, il suo attardarsi sulla poetica del gotico internazionale, il suo affacciarsi sulla grande pittura toscana, il suo interesse per l'arte nordica.
Si osserva, sotto questo profilo, come la figura della Vergine annunziata (rovinata nei panneggi della veste azzurra) evochi, nella tenera soavità del volto, l'aspetto delle dame care al gotico internazionale, mentre l'ambientazione e la meticolosa descrizione degli oggetti che popolano la stanza richiamano la cifra stilistica dell'arte nordica.
La scena della Crocifissione, costipata di persone e di cavalli, entra più volte nella produzione del Da Cemmo: la si trova anche a Borno, nella chiesa dell'Annunciata, e ad Esine, nella chiesa di Santa Maria Assunta. La raffigurazione della Crocifissione richiede all'artista un particolare impegno: nei cicli di affreschi essa deve rappresentare infatti il punto culminante, quello più denso di pathos.
A proposito della versione di Bagolino si è acutamente osservato che:
(citazione tratta da Stradario di Bagolino con cenni storici (pubblicazione realizzata dall'Associazione "Habitar in sta terra"))
Un brano del ciclo di affreschi di particolare interesse e di suggestivo sapore gotico cortese, è dato dai ritratti delle dodici Sibille che Giovan Pietro dipinge nel sottarco, ognuna con una scritta che ne palesa il nome e che evidenzia una sentenza profetica a lei associata.
Le dodici Sibille danno luogo ad una gustosa sfilata di vesti e di acconciature del tempo, non priva verve ironica. Troviamo, ad esempio, la Sibilla Cumana che si compiace del suo abito fiorentino, mentre la Sibilla Europa fa sfoggio sul proprio capo di un tipico hennin di forma conica che potrebbe essere uscito dal pennello di un pittore fiammingo.

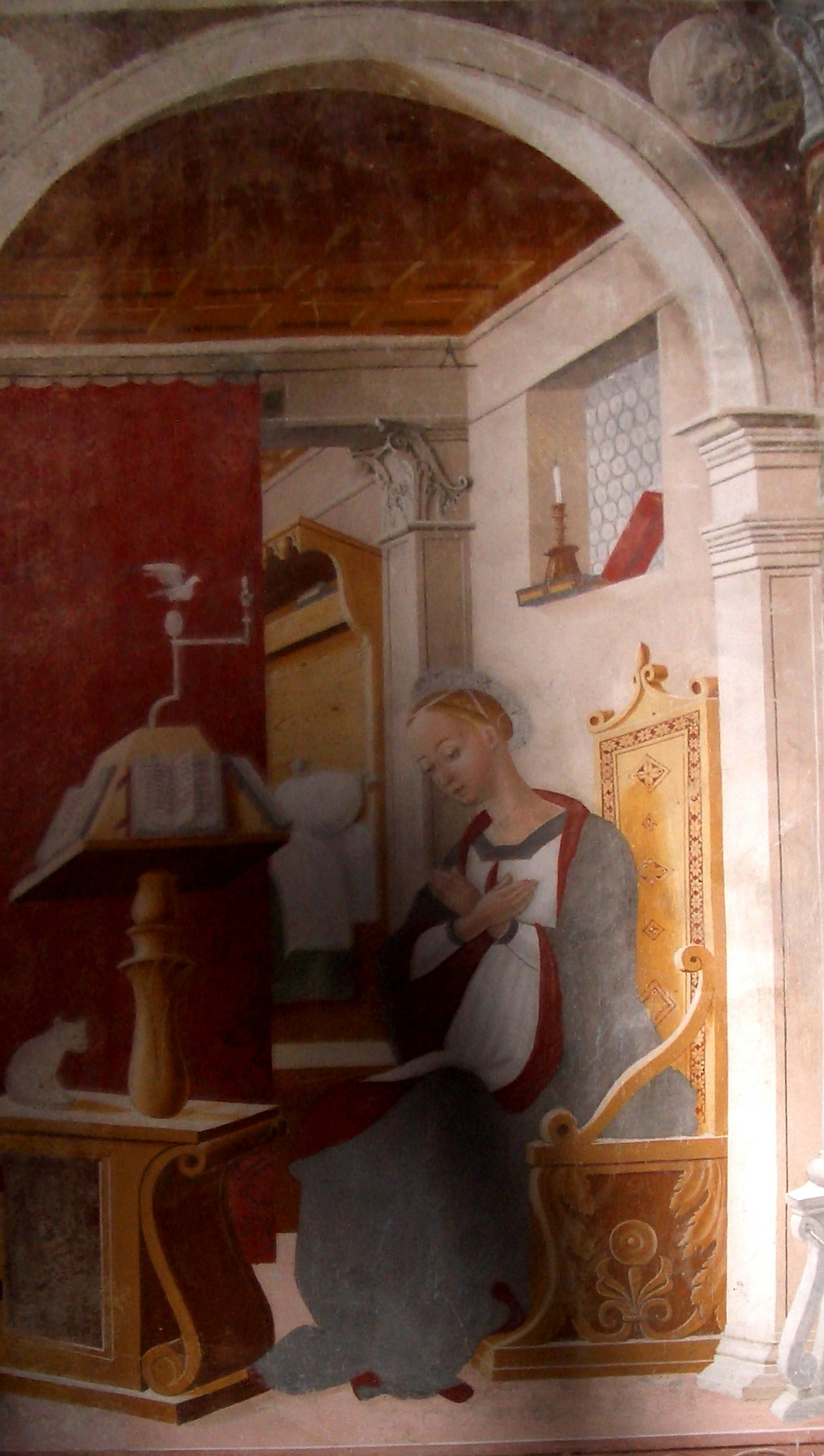
G.P. da Cemmo, Vergine Annunciata
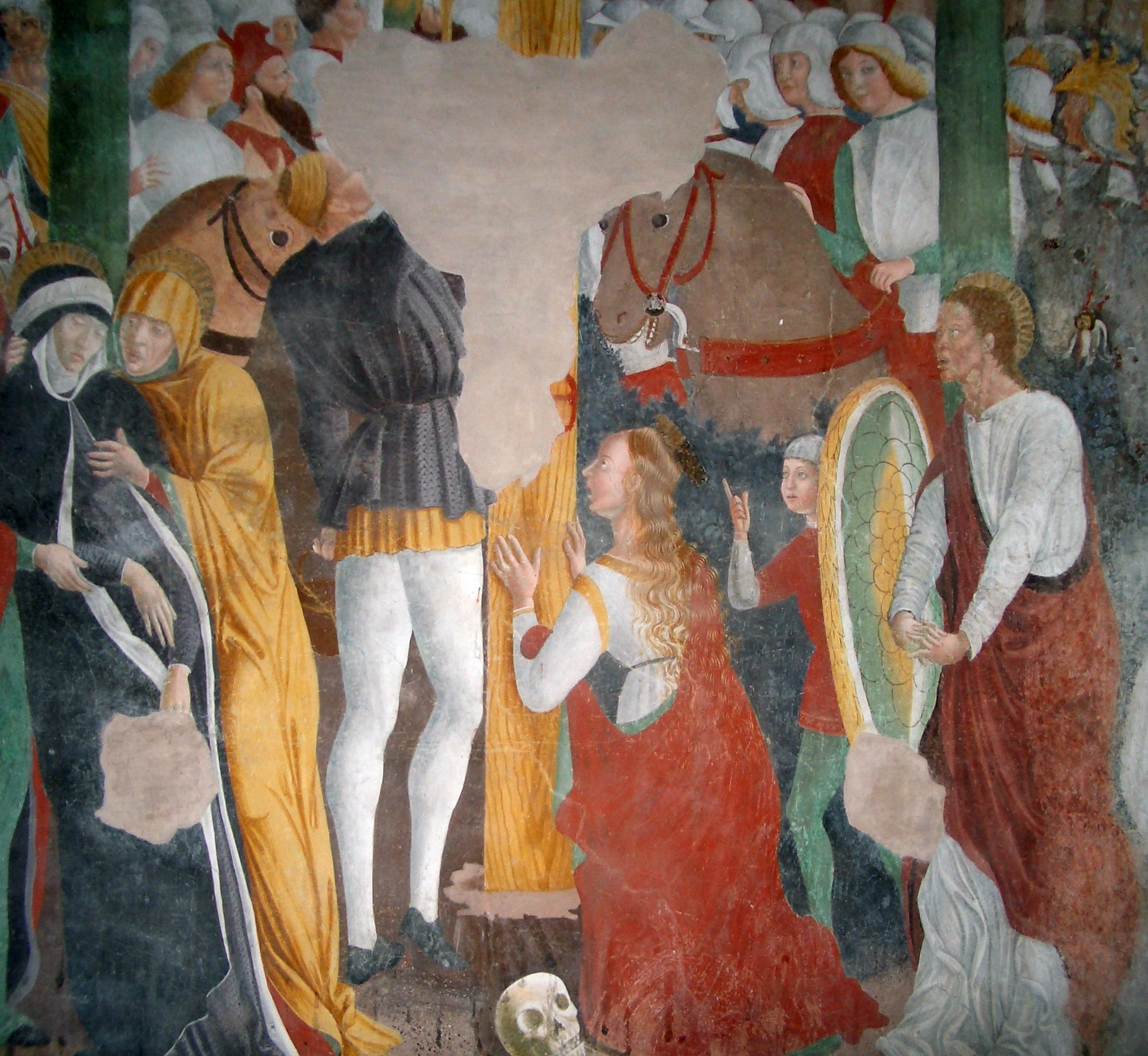
G.P. da Cemmo, Crocifissione, particolare
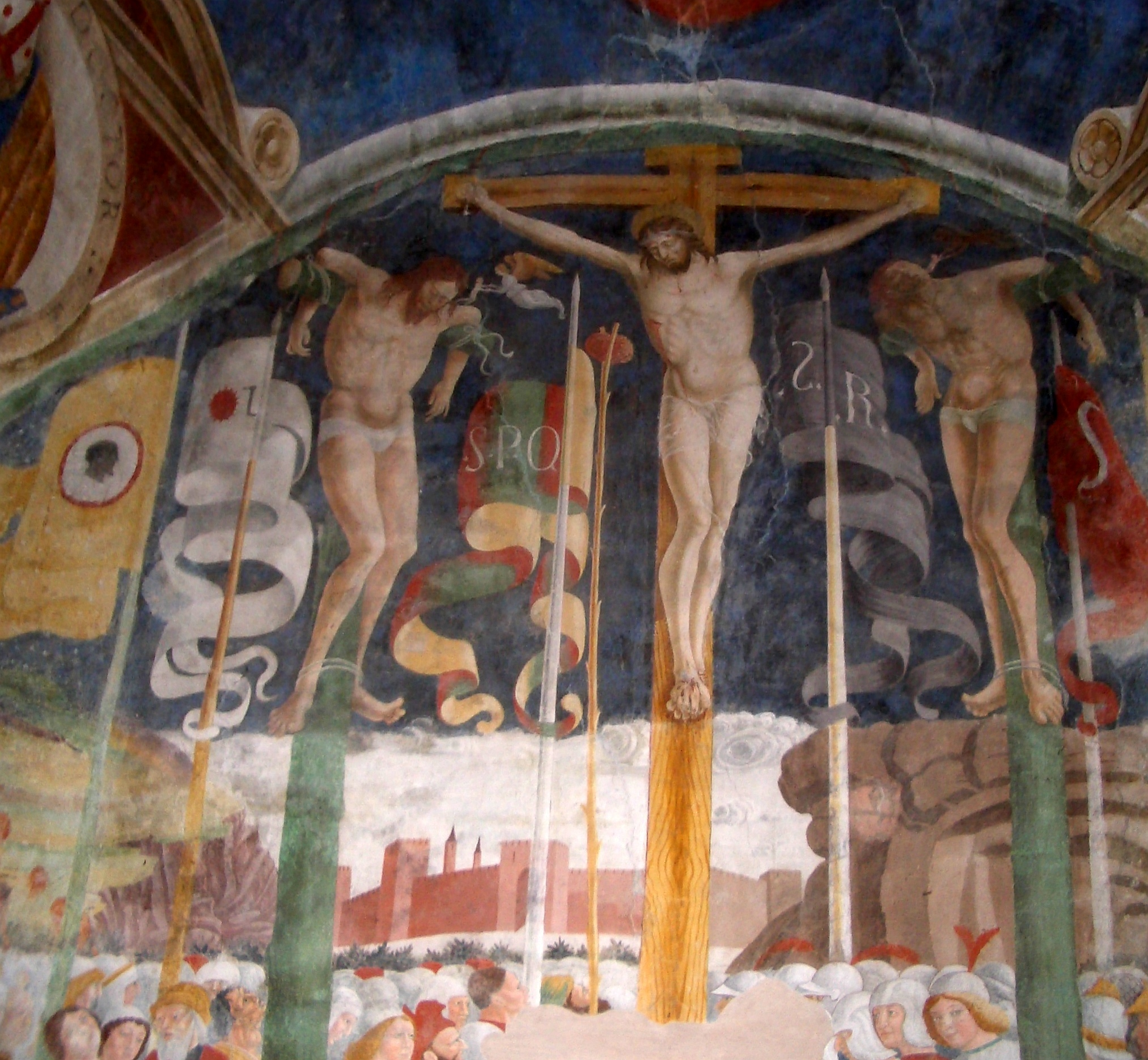
G.P. da Cemmo, Crocifissione, particolare

### Opere già nella chiesa
- Scuola di Floriano Ferramola, Sante Agata e Apollonia, oggi nel Palazzo Vescovile di Brescia.

## Altari barocchi
Se gli affreschi del Da Cemmo costituiscono l'aspetto artistico di maggior interesse, vale la pena prestare attenzione anche ai cinque altari barocchi posti nelle grandi nicchie della navata, se non altro per apprezzare quali drastici cambiamenti di gusto si operarono tra la fine del XVI e poi durante il XVII secolo, e per capire come doveva apparire l'interno della chiesa di San Rocco fino a non molti decenni fa.
Si consideri che il secondo altare di destra, dedicato a San Rocco (composto da elementi di epoche diverse, con cinquecenteschi dipinti su tavola e secentesche statue lignee) ricopriva, nel presbiterio, la scena della Crocifissione. Altri due altari – il terzo e il quarto di destra – erano posti ai lati dell'arco santo e nascondevano interamente le due figure dell'Annunciazione.
La realizzazione delle soase lignee dorate è verosimilmente opera di intagliatori delle valli bresciane; i dipinti sono opera di artisti minori che, tuttavia, dovevano incontrare il gusto dei committenti. Tra di essi si trova la pala con San Carlo Borromeo tra i santi Faustino e Giovita, del pittore Baldassarre d'Anna (allievo di Leonardo Corona, di cui è conservata una pala d'altare nella parrocchiale di San Giorgio) posta nel primo altare di destra.